# Pasqual Ribot Pellicer
Pasqual Ribot i Pellicer (1846-1905), fou un polític i advocat mallorquí, batle de Palma i diputat a les Corts Espanyoles durant la restauració borbònica.

## Biografia
Llicenciat en dret, es va casar amb Margalida, germana d'Antoni Maura i Montaner, de qui en fou representant polític a l'illa. Inicialment va militar al Partit Liberal a Mallorca, amb el que fou escollit regidor (1874) i Batle de Palma (març de 1878-juliol de 1879; novembre de 1882-juny de 1884 i juliol de 1885-juliol de 1886). Va impulsar la publicació del diari La Lealtad (1890) i el 1885 va crear la Casa de Socors.
Ribot va ser uns dels polítics model del sistema electoral caciquil que existia a l'època. Així fou elegit diputat per Palma a les eleccions generals espanyoles de 1886, 1891, 1896, 1898 i 1899. Gràcies a les seves bones relacions amb Germán Gamazo Calvo (cunyat de Maura) fou nomenat governador civil de València (1893-84) i de Cadis (1897). Quan Gamazo i Maura van marxar del Partit Liberal es va aproximar al Partit Conservador.